# Pica (género)
Pica es un género de aves paseriformes perteneciente a la familia Corvidae. Contiene siete especies, denominadas comúnmente urracas, todas ellas tienen rasgos similares, y se caracterizan por tener plumaje blanco y negro, un tamaño mediano, cuerpo robusto, cola larga y alas cortas, adaptadas especialmente para que el animal maniobre con facilidad entre árboles y arbustos.
Al igual que otros géneros de Corvidae está muy extendido, ocupando la mayor parte del Holártico, con excepción del este de Norteamérica, y también está ausente de las zonas más frías y desérticas.
Miden en torno a 50 cm de longitud, de los cuales la mitad corresponde a su larga cola escalonada. A diferencia de otros córvidos además del negro presentan gran parte de su plumaje de color blanco, especialmente en el vientre y las alas, y algunas zonas presentan iridiscencias de tonos azules. Son aves omnívoras. Su dieta está compuesta básicamente de frutos, semillas e insectos, si bien también es común verlas alimentándose de carroña, huevos, pollos y pequeñas aves y mamíferos. Ocasionalmente, también come basura de los vertederos (principalmente en invierno), cuando escasea el alimento o es más difícil de conseguir.

## Especies
Todas las urracas del género Pica son similares y presentan pequeñas variaciones en el plumaje. El género contiene siete especies:
- Pica pica - urraca común, es la especie de mayor distribución, está presente en la mayor parte del Paleártico, salvo los desiertos y las tundras;
- Pica mauritanica - urraca magrebí, se encuentra en el noroeste de África;
- Pica asirensis - urraca árabe, endémica del suroeste de Arabia;
- Pica bottanensis - urraca del Himalaya, ocupa el Himalaya oriental y la meseta tibetana;
- Pica serica - urraca oriental, se encuentra en el este de Asia;
- Pica hudsonia - urraca de Hudson, que habita en el noroeste de Norteamérica.
- Pica nuttalli - urraca de Nuttall, que vive solo en California.